# 晋妃
晋妃（しんひ、1780年代 - 1822年）は、清の乾隆上皇の側妃。姓はフチャ（富察）氏。満洲鑲黄旗の出身。父の名は徳克精額。乾隆帝の皇后である孝賢純皇后の従孫娘にあたる。

## 生涯
嘉慶2年（1797年）、八旗選秀を経て乾隆上皇の後宮に入り、晋貴人となった。その時、乾隆上皇は87歳で、中国歴代王朝では夫帝と最も年の離れた后妃と思われる。
嘉慶4年1月3日（1799年2月7日）に乾隆上皇が崩御すると、寡婦になった。嘉慶25年8月27日（1820年10月3日）、道光帝が即位すると、道光帝の祖父の唯一存命中の妻として晋妃に尊封された。嘉慶帝の未亡人たちと共に寿康宮に住んでいる。
道光2年（1822年）、薨去した。裕陵妃園寝に葬された。